# Western revizionist
Westernul revizionist, cunoscut și sub denumirea de antiwestern sau antiwestern revizionist, este un subgen al filmului western. Spre deosebire de westernul tradițional, abordarea revizionistă subminează dimensiunea mitică și romantică prin realism și dezvoltarea personajului în vederea prezentării unei descrieri complexe a traiului în Vestul Sălbatic. În timp ce westernul tradițional prezintă adesea un conflict între bine și rău, granița dintre valorile morale devine neclară în lungmetrajele revizioniste.
Temele revizioniste au existat încă de la începutul secolului al XX-lea, dar abia în 1968, când restricțiile codului de cenzură Hays au fost relaxate, producțiile revizioniste le-au înlocuit pe cele tradiționale. Unele filme western sunt considerate westernuri psihologice, având trăsături comune cu drama psihologică⁠(d) și thrillerul psihologic, deoarece evoluția personajului este adusă în prim plan în detrimentul evenimentelor poveștii. Înlocuirea protagonistului tradițional cu un amerindian, un bandit⁠(d) sau un pistolar⁠(d) a dat naștere genului western indian sau western outlaw. Westernurile spaghetti din anii 1960, care nu intrau sub incidența codului Hays, prezentau povești moralmente ambigue în centrul cărora exista un antierou sau un răufăcător⁠(d). Începând din 1969, revizionismul a devenit abordarea dominantă în producțiile western.

## Concept
Modelul standard al westernului tradițional include un protagonist masculin puternic, adesea om al legii sau ofițer de cavalerie, care luptă împotriva celor care amenință stilul de viață civilizat al orășenilor. Personajele negative sunt de obicei bandiții sau amerindieni.
În westernul revizionist, cadrul tradițional și temele clasice de tipul „bine vs rău” sunt subminate prin introducerea următoarelor elemente: protagonistul amerindian, personaje feminine puternice, protagonistul bandit, traiul în sălbăticie sau povești moralmente ambigue în centrul cărora personajul principal este un antierou sau un răufăcător. Mai mult, abordarea revizionistă atacă structura genului western, iar granița dintre bine și rău devine neclară.
Filmul western tradițional ignoră complexitatea personajelor, acestea fiind considerate fie pozitive, fie negative. În westernul psihologic, extrem de popular pe parcursul anilor 1950 și 1960, deși majoritatea trăsăturilor tradiționale nu lipsesc, dezvoltarea și evoluția personajului primează, iar desfășurarea acțiunii trece în planul al doilea. Genul s-a transformat în western revizionist odată cu relaxarea cenzurii.
Shane⁠(d) (1953), regizat de George Stevens, este considerat un western psihologic. Deși personajul principal (Alan Ladd⁠(d)) pare la început pribeagul tradițional care străbate un peisaj western clasic, acesta este introdus într-un cadru complex populat de „personaje verosimile motivate de pretexte diferite”. Chiar dacă fermierul Riker (Emile Meyer⁠(d)) pare a fi personajul negativ al poveștii, acesta menționează că timp de treizeci de ani s-a chinuit să dezvolte un teritoriu de pășunat pentru vitele sale, iar acesta este în prezent distrus de plugari. În ciuda complexității personajelor sale, Shane este totuși filmat într-un cadru convențional și se încheie cu eliminarea de eroul poveștii a celor trei antagoniști. Totuși, spre finalul filmului, există un element revizionist: un Shane decepționat și rănit îi dezvăluie lui Riker că zilele sale de pistolar s-au încheiat. În timp ce viitorul său este incert, familia lui Starrett își continuă traiul.
Shane este un western psihologic cu multe trăsături specifice celui tradițional. Cincisprezece ani mai târziu, westernul revizionist Once Upon a Time in the West va submina integral cadrul tradițional cu introducerea unor personaje complexe și a unor teme precum răzbunarea – motivul enigmaticului pistolar Harmonica (Charles Bronson). Exact ca în Shane, nu pistolarii „moștenesc vestul”, ci, în cazul de față, fosta prostituată Jill (Claudia Cardinale). La sfârșitul filmului, toți antagoniștii sunt morți, iar Harmonica, la fel ca Shane, pășește spre un viitor incert.

## Dezvoltare
Nu există un consens cu privire la originea westernului revizionist sau psihologic, dar există elemente specifice genului sunt implementate în unele filme din anii 1930. Un exemplu este filmul Westward Ho⁠(d) (1935), regizat de Robert North Bradbury⁠(d) și cu John Wayne în rolul principal, în care protagonistul, aflat în fruntea unei poteri⁠(d), caută răzbunare. Westward Ho este cel mai vechi film din lista de westernuri revizioniste site-ului AllMovie. Cele mai vechi filme clasificate de AllMovie drept westernuri psihologice sunt The Ox-Bow Incident și The Outlaw⁠(d) (ambele din 1943).
În cadrul genului western outlaw, pistolarii și bandiții nu erau reprezentați ca personaje arhetipice, ci erau înfățișați ca ființe umane. Această schimbare avea ca scop examinarea impactului schimburilor de focuri asupra celor implicați, dezvăluind astfel temerile și trăsăturile lor izbăvitoare. Conform AllMovie, cele mai vechi filme ale genului sunt The Road Agent⁠(d) (1926) și Jesse James⁠(d) (1927).

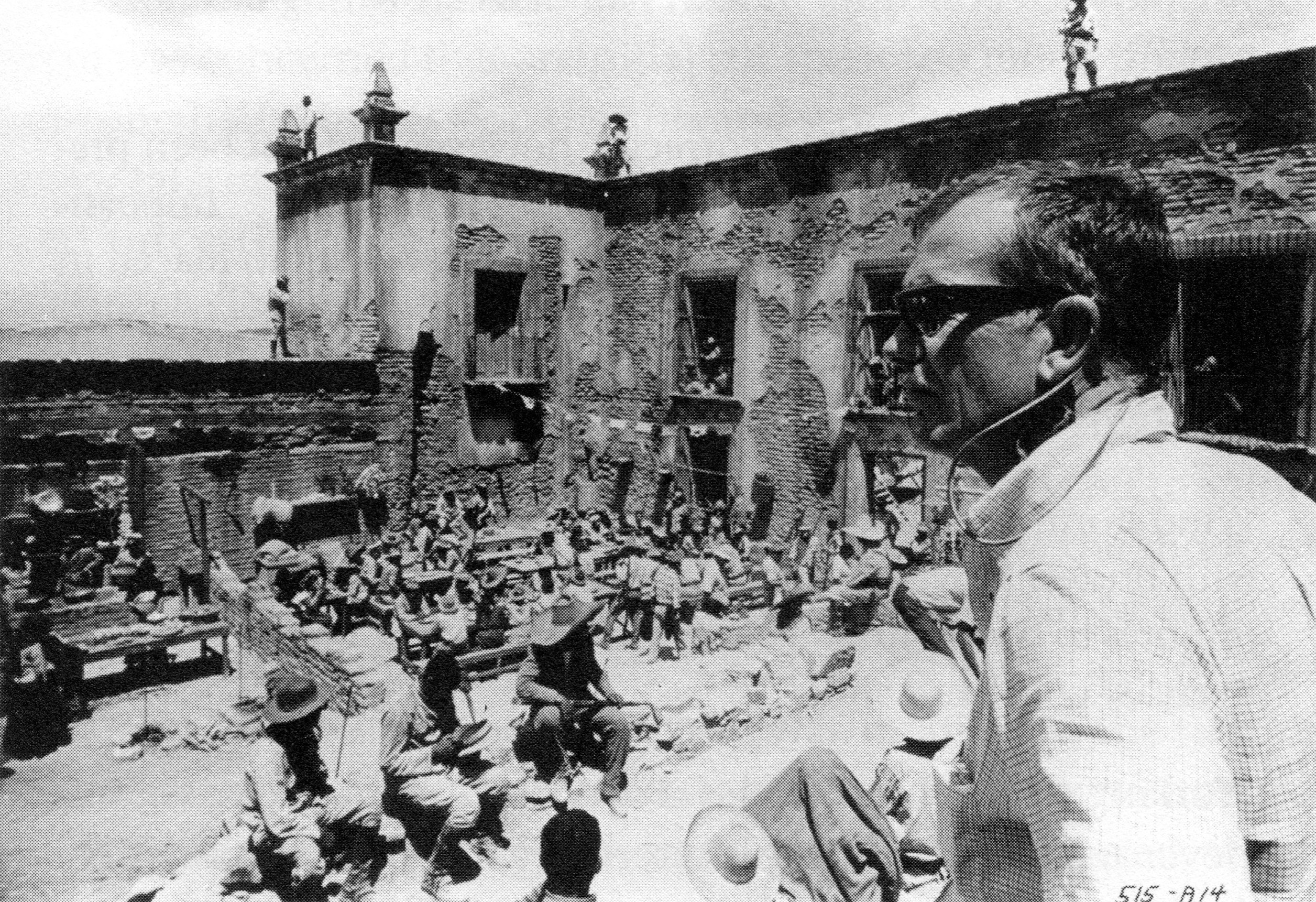
Regizorul Sam Peckinpah în timpul filmărilor pentru lungmetrajul Hoarda sălbatică (1969).

În același mod, westernul indian încearcă eliminarea stereotipurilor prin portretizarea pozitivă a amerindienilor care, în westernul tradițional, sunt mereu inamicul coloniștilor albi și ai cavaleriei. În westernul indian, rolurile pot fi inversate, amerindienii pașnici fiind forțați să lupte împotriva agresiunii europenilor. Cu toate acestea, eroul este aproape întotdeauna interpretat de actori albi (e.g. Burt Lancaster și Jean Peters în Apache⁠(d) din 1954). În Cel care dansează cu lupii, actrița Mary McDonnell a interpretat o femeie albă crescută în tribul Lakota. Deși au existat filme în care trăsăturile pozitive ale amerindienilor au fost scoase în evidență, lungmetrajul Broken Arrow⁠(d) (1950), regizat de Delmer Daves⁠(d) și cu James Stewart în rolul principal, este considerat primul film postbelic care prezintă amerindienii într-o lumină pozitivă. Conform lui Kim Newman, personajul Cochise⁠(d) a devenit „modelul indianului erou în anii 1950” datorită interpretării lui Jeff Chandler, iar lungmetrajul a contribuit la apariția mai multor filmele western „pro-indiene”.
Numeroase filme produse la apogeul mccarthismului în anii 1950 au reprezentat o critică la adresa ostracizării actorilor și regizorilor din industria cinematografică, cel mai cunoscut exemplu fiind La amiază (1952). Odată cu abandonarea codului de cenzură Hays în anii 1960, mulți regizori ai generației new hollywood⁠(d) - e.g. Sam Peckinpah, George Roy Hill și Robert Altman - s-au reorientat spre genul western și au turnat filme clasice precum Hoarda sălbatică (1969), Butch Cassidy și Sundance Kid (1969) și Mc Cabe și Domnișoara Miller (1971).
Între timp, regizori europeni precum Sergio Leone și Sergio Corbucci, în lipsa unor restricții similare celor impuse de legislația americană, au realizate filme western intitulate „westernuri spaghetti” și au dezvoltat o nouă interpretare a genului. Pentru un pumn de dolari (1964) și Minnesota Clay⁠(d) (1964) sunt primele lungmetraje de western spaghetti.
În perioada contemporană, westernul revizionist și psihologic a devenit neowestern, un exemplu important fiind filmul Nu există țară pentru bătrâni (2007) al fraților Coen. Lungmetrajul este bazat pe romanul omonim al romancierului Cormac McCarthy, autor cunoscut pentru cărțile de western revizionist precum Blood Meridian⁠(d).

## Westernul revizionist la Hollywood
În industria cinematografică din Statele Unite, controversatul cod Hays, un ghid cu norme morale pe care producătorii de film trebuie să-l respecte pentru a evita cenzura, a fost implementat în 1930. Codul - denumit după politicianul republican Will H. Hays⁠(d) - promova moralitatea și respectul față de lege atât cu scopul de a crea simpatie în rândul publicului cinefil pentru oamenii legii, cât și pentru a prezenta „stiluri de viață corecte”. Restricțiile au fost relaxate de Curtea Supremă după cazul Joseph Burstyn, Inc. v. Wilson⁠(d) în 1952 și au dispărut complet în 1968 odată cu eliminarea codului Hays.

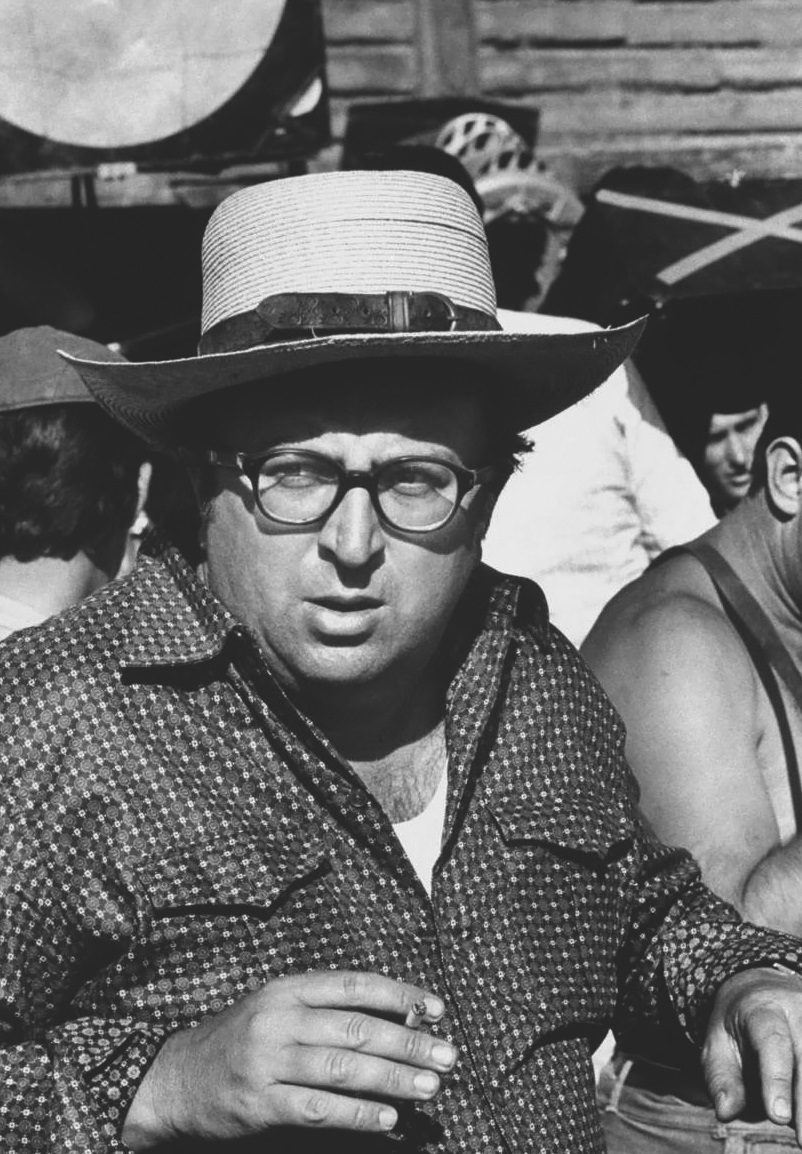
Sergio Leone, regizorul unor celebre filme western revizioniste precum Pentru un pumn de dolari (1964) și A fost odată în vest (1968).

## Western spaghetti
La nivel european, primele lungmetraje western au început să apară pe parcursul anilor 1960. Filmul Pentru un pumn de dolari (1964) al regizorului Sergio Leone a devenit un celebru la nivel internațional, reprezentând primul exemplu de western spaghetti. Deși au fost turnate în regiuni spaniole, aveau actori americani și erau coproducții americano-europene, majoritatea regizorilor erau italieni, iar filmele au devenit cunoscute sub denumirea de „western spaghetti”. Succesul filmului Pentru un pumn de dolari a contribuit la creșterea numărului de filme western turnate în Europa. Academicieni precum Austin FIsher au început să examineze modul în care regizori italieni precum Damiano Damiani, Sergio Sollima⁠(d) și Sergio Corbucci, ca reacție la evenimentele naționale și internaționale, au prezentat doctrina de stânga prin intermediul genului western în a doua jumătate a anilor 1960, interpretând conflictul dintre Mexic și Statele Unite prin prisma politicii italiene. Leon a popularizat arhetipul pistolarului moralmente ambiguu, exemplificat în antieroul „Omul fără nume” interpretat de Clint Eastwood.

## Contracultura
Spre sfârșitul anilor 1960, producătorii independenți au produs filme revizioniste și halucinogene, ulterior identificate sub denumirea de „acid western”, ale căror subiecte criticau atât capitalismului, cât și contracultura. Lungmetrajele The Shooting⁠(d) (1966) și Ride in the Whirlwind⁠(d) (1966) de Monte Hellman, El Topo⁠(d) de Alejandro Jodorowsky ( 1970 ), Deadlock⁠(d) (1970) de Roland Klick⁠(d), Greaser's Palace⁠(d) (1972) de Robert Downey Sr. , Walker⁠(d) (1987) de Alex Cox⁠(d) și Dead Man⁠(d) (1995) de Jim Jarmusch se încadrează în această categorie. Filmele realizate la începutul anilor 1970 sunt remarcabile prin cinematografia hiperrealistă și designul de producție. Unele producții western, precum The Outlaw Josey Wales⁠(d) (1976) și Necruțătorul (1992), ambele regizate de Clint Eastwood, prezintă personaje feminine puternice.

## Listă de filme western revizioniste

### 1901–1950
- The Great Train Robbery (1903)[33]
- The Road Agent (1926)[33]
- Jesse James (1927)[33]
- Law and Order (1932)[33]
- The Outlaw Tamer (1935)[33]
- Outlaw Rule (1935)[33]
- Outlawed Guns (1935)[33]
- Westward Ho (1935)[17]
- Outlaws of Sonora (1938)[34]
- Heritage of the Desert (1939)[34]
- Jesse James (1939)[34]
- Outlaws' Paradise (1939)[34]
- The Desperadoes (1943)[34]
- The Outlaw (1943)[18][34]
- Outlaws of Stampede Pass (1943)[34]
- The Ox-Bow Incident (1943)[18]
- Outlaw Roundup (1944)[34]
- The Daltons Ride Again (1945)[34]
- Badman's Territory (1946)[34]
- Gran Casino (1947)[34]
- Gunfighters (1947)[35]
- Jesse James Rides Again (1947)[34]
- Pursued (1947)[18]
- Adventures in Silverado (1948)[35]
- Blood on the Moon (1948)[18]
- The Man from Colorado (1948)[18]
- Rachel and the Stranger (1948)[18]
- Yellow Sky (1948)[35]
- Bad Men of Tombstone (1949)[35]
- Colorado Territory (1949)[18]
- I Shot Jesse James (1949)[18][35]
- Branded (1950)[36]
- Broken Arrow (1950)[37]
- Devil's Doorway (1950)[36]
- The Furies (1950)[36]
- The Gunfighter (1950)[36][35]
- I Shot Billy the Kid (1950)[35]
- Winchester '73 (1950)[36]

### 1951–1955
- The Great Missouri Raid (1951)[35]
- Three Desperate Men (1951)[35]
- The Battle at Apache Pass (1952)[17]
- Bend of the River (1952)[36]
- The Duel at Silver Creek (1952)[36]
- Hangman's Knot (1952)[35]
- High Noon (1952)[36]
- Hondo (1953)[36]
- The Lawless Breed (1953)[35]
- The Naked Spur (1953)[36]
- Hannah Lee (1953)[35]
- Shane (1953)[36]
- War Arrow (1953)[17]
- Apache (1954)[38]
- Broken Lance (1954)[39]
- The Far Country (1954)[36]
- Johnny Guitar (1954)[39][38]
- Silver Lode (1954)[39]
- Vera Cruz (1954)[40]
- The Kentuckian (1955)[39]
- The Man From Laramie (1955)[39]
- Man with the Gun (1955)[39]
- Run for Cover (1955)[39]
- Tribute to a Bad Man (1955)[39]

### 1956–1960
- Gunslinger (1956)[38][40]
- Jubal (1956)[39]
- The Last Hunt (1956)[39]
- The Searchers (1956)[38]
- Star in the Dust (1956)[39]
- 3:10 to Yuma (1957)[41][40]
- Decision at Sundown (1957)[39]
- Forty Guns (1957)[41]
- Gun Glory (1957)[38]
- The Lonely Man (1957)[38]
- Night Passage (1957)[41]
- Oregon Passage (1957)[38]
- Run of the Arrow (1957)[38]
- The True Story of Jesse James (1957)[40]
- The Bravados (1958)[41]
- Buchanan Rides Alone (1958)[41]
- Gun Fever (1958)[38]
- The Left Handed Gun (1958)[41][38][40]
- Man of the West (1958)[41]
- Showdown at Boot Hill (1958)[38]
- Terror in a Texas Town (1958)[41]
- Day of the Outlaw (1959)[41]
- Face of a Fugitive (1959)[40]
- The Hanging Tree (1959)[41]
- Last Train from Gun Hill (1959)[42]
- No Name on the Bullet (1959)[41]
- Warlock (1959)[41][38]
- 13 Fighting Men (1960)[40]
- Comanche Station (1960)[40]
- The Magnificent Seven (1960)[43][44]
- One Foot in Hell (1960)[42]
- Sergeant Rutledge (1960)[45][46]
- The Unforgiven (1960)[42][47]

### 1961–1970
- The Deadly Companions (1961)[47]
- One-Eyed Jacks (1961)[47]
- Two Rode Together (1961)[47]
- Lonely Are the Brave (1962)[42]
- The Man Who Shot Liberty Valance (1962)[47][40]
- Ride the High Country (1962)[47]
- A Fistful of Dollars (1964)[40]
- Cheyenne Autumn (1964)[48]
- Arizona Colt (1965)[49]
- Arizona Raiders (1965)[47]
- For a Few Dollars More (1965)[49][47]
- The Glory Guys (1965)[47]
- Apache Rifles (1966)[47]
- Django (1966)[49]
- El Dorado (1966)[49]
- An Eye for an Eye (1966)[47]
- The Good, the Bad and the Ugly (1966)[49][50]
- Nevada Smith (1966)[50]
- The Plainsman (1966)[47]
- The Professionals (1966)[49]
- Ride in the Whirlwind (1966)[50]
- The Shooting (1966)[50]
- Any Gun Can Play (1967)[49]
- Bandidos (1967)[49]
- Chuka (1967)[50]
- Hombre (1967)[50]
- Hour of the Gun (1967)[50]
- Rough Night in Jericho (1967)[50]
- The Way West (1967)[50]
- Welcome to Hard Times (1967)[50]
- Bandolero! (1968)[51]
- Day of the Evil Gun (1968)[42]
- The Desperados (1968)[51]
- Firecreek (1968)[51]
- The Great Silence (1968)[50]
- Hang 'em High (1968)[51]
- Once Upon a Time in the West (1968)[51]
- Will Penny (1968)[42]
- Butch Cassidy and the Sundance Kid (1969)[51][49]
- Death of a Gunfighter (1969)[51]
- Tell Them Willie Boy Is Here (1969)[52]
- A Time for Dying (1969)[51]
- The Wild Bunch (1969)[51][49]
- Young Billy Young (1969)[51]
- Barquero (1970)[53]
- Little Big Man (1970)[53]
- Monte Walsh (1970)[53][42]
- Soldier Blue (1970)[53]
- Deadlock (1970) [54][55]

### 1970-prezent
- Lawman (1971)[56]
- McCabe & Mrs. Miller (1971)[57]
- Jeremiah Johnson (film) (1972)[58]
- Chato's Land (1972)[59]
- The Culpepper Cattle Co. (1972)[60]
- The Great Northfield Minnesota Raid (1972)[61]
- Joe Kidd (1972)[62]
- The Life and Times of Judge Roy Bean (1972)[63]
- Ulzana's Raid (1972)[64]
- High Plains Drifter (1973)[65]
- Pat Garrett and Billy the Kid (1973)[66]
- The Outlaw Josey Wales (1976)[67]
- The Long Riders (1980)[68]
- Pale Rider (1985)[69]
- Dances with Wolves (1990)[70]
- Unforgiven (1992)[71]
- Geronimo: An American Legend (1993)[72]
- Tombstone (1993)[73]
- The Quick and the Dead (1995)[74]
- 3:10 to Yuma (2007)[75]
- The Assassination of Jesse James by the Coward Robert Ford (2007)[76]
- Bury My Heart at Wounded Knee (2007)[77]
- True Grit (2010)[78]
- Django Unchained (2012)[79]
- The Hateful Eight (2015)[80]
- Brimstone (2016)[81]
- Never Grow Old (2019)[82]
- The Power of the Dog (2021)[83]